# Григорьевский (Волгоградская область)
Григорьевский — хутор в Урюпинском районе Волгоградской области России, в составе Добринского сельского поселения.
Население — 43 (2010)

## История
Дата основания не установлена. Хутор относился к юрту станицы Добринской Хопёрского округа Земли Войска Донского (с 1870 — Область Войска Донского). В 1859 году на хуторе Григорьеве проживало 52 душ мужского и 56 женского пола. По переписи 1873 года на хуторе проживало 158 мужчин и 151 женщина, в хозяйствах жителей насчитывалось 128 лошадей, 88 пар волов, 220 голов прочего рогатого скота и 1326 овцы. Согласно переписи населения 1897 года на хуторе проживали 203 мужчины и 208 женщин. Большинство населения было неграмотным: грамотных мужчин — 50 (24,6 %), женщин — 1.
Согласно алфавитному списку населённых мест Области Войска Донского 1915 года на хуторе имелось хуторское правление, земельный надел хутора составлял 980 десятин, проживало 276 мужчин и 280 женщин.
С 1928 года — в составе Урюпинского района Хопёрского округа (упразднён в 1930 году) Нижне-Волжского края (с 1934 года — Сталинградского края). В 1935 году хутор передан в состав Добринского района Сталинградского края (с 1936 года Сталинградской области, с 1954 по 1957 год район входил в состав Балашовской области). В 1963 году в связи с упразднением Добринского района хутор вновь передан в состав Урюпинского района.

## География
Хутор находится в луговой степи, в пределах Калачской возвышенности. Рельеф местности холмистый, сильно пересечённый оврагами и балками. Центр хутора расположен на высоте около 80-100 метров над уровнем моря. По балкам близ хутора - байрачные леса. Почвы — лугово-чернозёмные.
По автомобильным дорогам расстояние до областного центра города Волгоград — 360 км, до районного центра города Урюпинска - 33 км, до административного центра сельского поселения хутора Забурдяевский - 8,8 км. Ближайшие населённые пункты: хутор Ольховский (граничит на западе) и хутор Нижнеантошинский (на юго-западе)
Часовой пояс
Григорьевский, как и вся Волгоградская область, находится в часовой зоне МСК (московское время). Смещение применяемого времени относительно UTC составляет +3:00.

## Население
Динамика численности населения по годам:
| 1859 | 1873 | 1897 | 1915 | 1989 | 2002 | 2010 | 2024 |
| ---- | ---- | ---- | ---- | ---- | ---- | ---- | ---- |
| 108  | 220  | 411  | 556  | ≈270 | 105  | 43   | 1    |

| 2010 |
| ---- |
| 43   |